# Сикула
Сикула (пол. Sykuła) — село в Польщі, у гміні Влоцлавек Влоцлавського повіту Куявсько-Поморського воєводства.
У 1975—1998 роках село належало до Влоцлавського воєводства.